# Boiry-Becquerelle
Pour les articles homonymes, voir Boiry.
Boiry-Becquerelle est une commune française située dans le département du Pas-de-Calais en région Hauts-de-France. Ses habitants sont appelés les Boirysiens. La commune est membre de la communauté urbaine d'Arras.

## Géographie

### Localisation
Localisée dans le sud-est du département du Pas-de-Calais, Boiry-Becquerelle se situe à 10 kilomètres au sud d'Arras (chef-lieu d'arrondissement et préfecture du Pas-de-Calais)
Le territoire de la commune est limitrophe de ceux de six communes.
Les communes limitrophes sont Neuville-Vitasse, Mercatel, Saint-Léger, Boisleux-Saint-Marc, Boyelles et Hénin-sur-Cojeul.

### Géologie et relief
La superficie de la commune est de 4,54 km2 ; son altitude varie de 66  à   98 mètres.

### Hydrographie
Le territoire de la commune est situé dans le bassin Artois-Picardie.
Il est traversé par deux cours d'eau :
- le Cojeul, d'une longueur de 25 km, qui prend sa source dans la commune de Douchy-lès-Ayette et se jette dans la Sensée au niveau de la commune d'Éterpigny[4].
- le Boiry-Becquerelle appelé aussi Le Petit Cojeul, d'une longueur de 2 km, prend sa source dans la commune de Boyelles et se jette dans le Cojeul au niveau de la commune d'Hénin-sur-Cojeul[5].

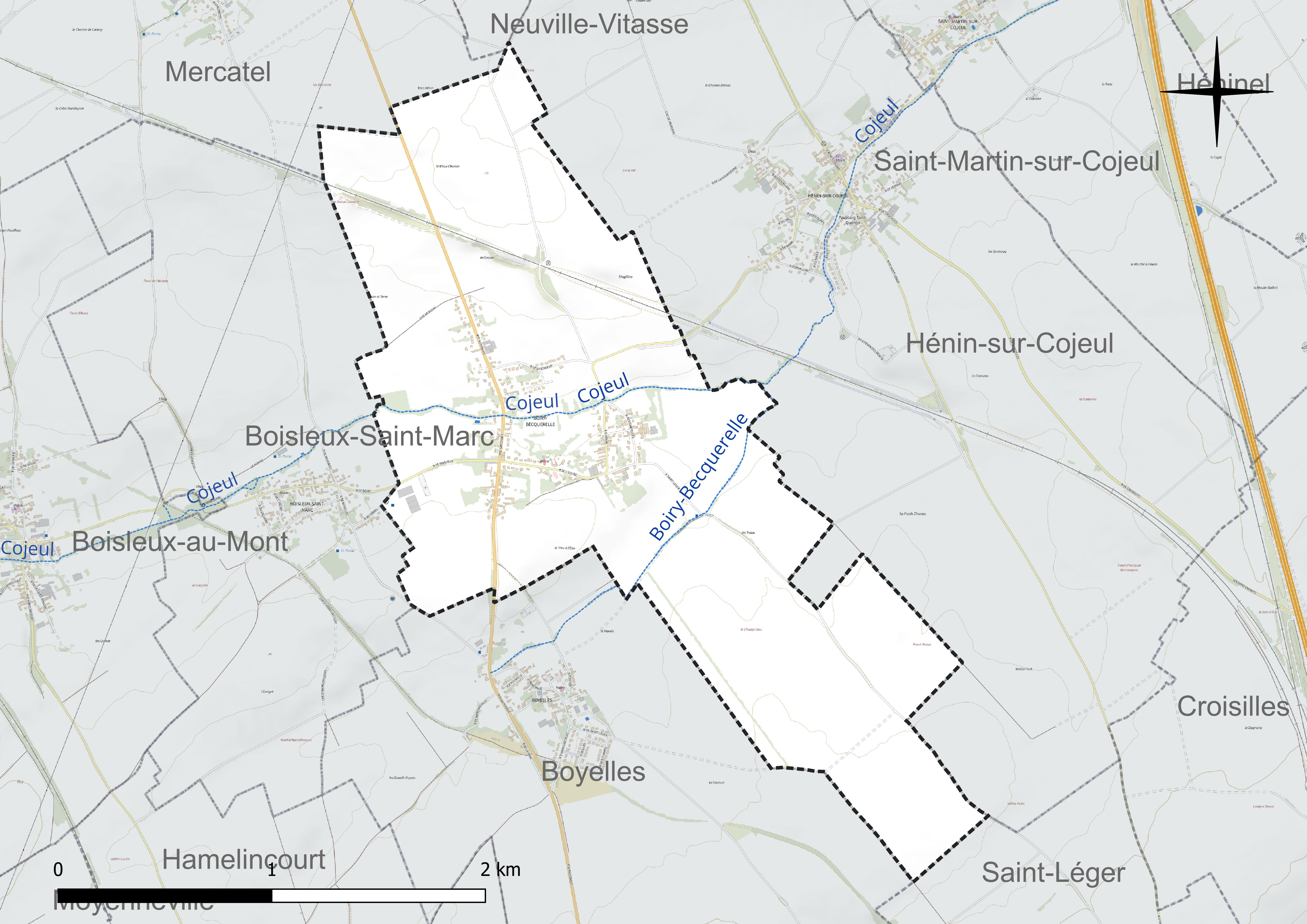
Réseau hydrographique de Boiry-Becquerelle.

### Climat
Pour des articles plus généraux, voir Climat des Hauts-de-France et Climat du Pas-de-Calais.
En 2010, le climat de la commune est de type climat océanique dégradé des plaines du Centre et du Nord, selon une étude du CNRS s'appuyant sur une série de données couvrant la période 1971-2000. En 2020, Météo-France publie une typologie des climats de la France métropolitaine dans laquelle la commune est exposée à un climat océanique et est dans la région climatique Nord-est du bassin Parisien, caractérisée par un ensoleillement médiocre, une pluviométrie moyenne régulièrement répartie au cours de l’année et un hiver froid (3 °C).
Pour la période 1971-2000, la température annuelle moyenne est de 10,2 °C, avec une amplitude thermique annuelle de 14,6 °C. Le cumul annuel moyen de précipitations est de 748 mm, avec 12,6 jours de précipitations en janvier et 8,7 jours en juillet. Pour la période 1991-2020, la température moyenne annuelle observée sur la station météorologique la plus proche, située sur la commune de Wancourt à 6 km à vol d'oiseau, est de 10,8 °C et le cumul annuel moyen de précipitations est de 711,4 mm,. Pour l'avenir, les paramètres climatiques de la commune estimés pour 2050 selon différents scénarios d'émission de gaz à effet de serre sont consultables sur un site dédié publié par Météo-France en novembre 2022.

### Paysages
Pour un article plus général, voir Paysage en France.
La commune s'inscrit dans les « paysages des grandes plaines arrageoises et cambrésiennes » tels qu'ils sont définis dans l'atlas de paysages de la région Nord-Pas-de-Calais, conçu par la direction régionale de l'Environnement, de l'Aménagement et du Logement (DREAL),.
Ces « paysages des grandes plaines arrageoises et cambrésiennes », qui concernent 238 communes, sont constitués de 80,36 % de cultures, de 8,01 % d'espaces artificialisés avec les communes principales de Cambrai, Caudry, Bapaume et Avesnes-le-Comte, de 7,25 % de prairies naturelles, permanentes, de 3,19 % de forêts et de milieux semi-naturels, 0,77 % de friches industrielles, de 0,38 % de cours d'eau et plan d'eau et de 0,04 % d’espaces industriels. Ces paysages sont dominés par les « grandes cultures » de céréales et de betteraves industrielles qui représentent 70 % de la surface agricole utilisée (SAU).

## Urbanisme

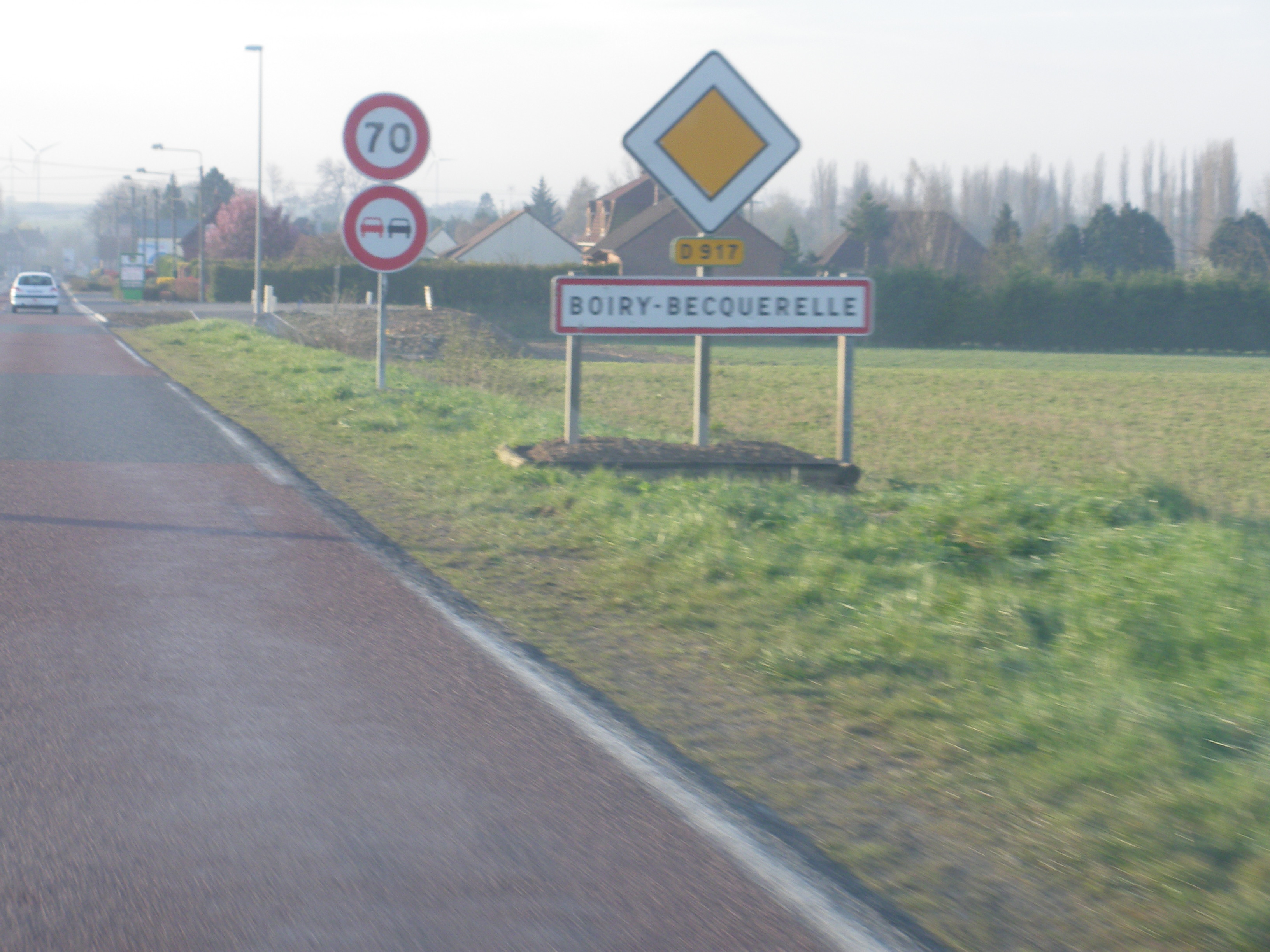
Une entrée de la commune.

### Typologie
Au 1er janvier 2024, Boiry-Becquerelle est catégorisée commune rurale à habitat dispersé, selon la nouvelle grille communale de densité à sept niveaux définie par l'Insee en 2022.
Elle est située hors unité urbaine. Par ailleurs la commune fait partie de l'aire d'attraction d'Arras, dont elle est une commune de la couronne,. Cette aire, qui regroupe 163 communes, est catégorisée dans les aires de 50 000 à moins de 200 000 habitants,.

### Occupation des sols
L'occupation des sols de la commune, telle qu'elle ressort de la base de données européenne d’occupation biophysique des sols Corine Land Cover (CLC), est marquée par l'importance des territoires agricoles (91,9 % en 2018), une proportion sensiblement équivalente à celle de 1990 (92,3 %). La répartition détaillée en 2018 est la suivante : 
terres arables (91,9 %), zones urbanisées (8,1 %). L'évolution de l’occupation des sols de la commune et de ses infrastructures peut être observée sur les différentes représentations cartographiques du territoire : la carte de Cassini (XVIIIe siècle), la carte d'état-major (1820-1866) et les cartes ou photos aériennes de l'IGN pour la période actuelle (1950 à aujourd'hui).

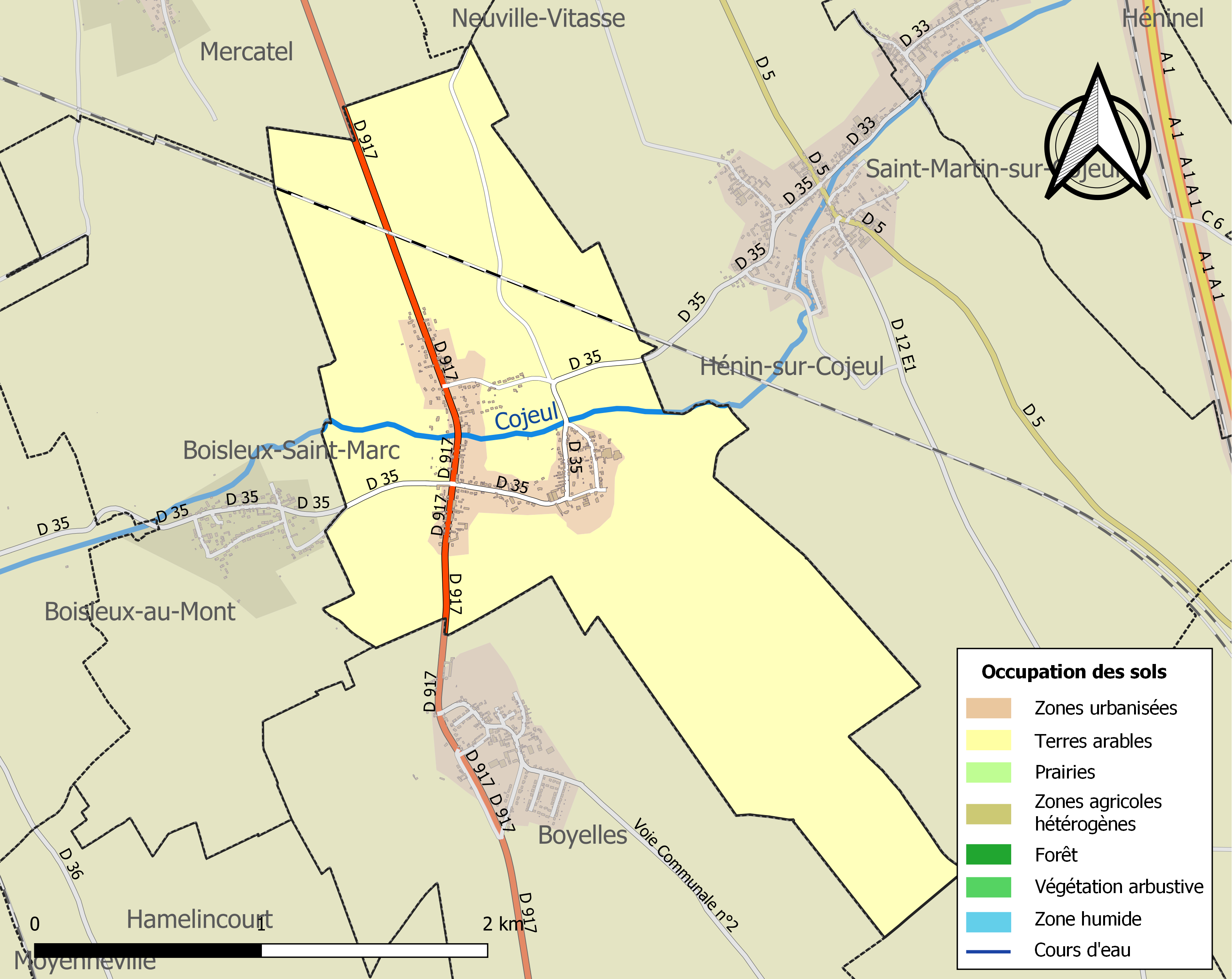
Carte des infrastructures et de l'occupation des sols de la commune en 2018 (CLC).

### Voies de communication et transports

#### Voies de communication
La commune est desservie par la route départementale D 35 et de la D 917 qui relie Arras et Bapaume.

#### Transport ferroviaire
La commune se trouve à 9 km  de la gare d'Arras, située sur la ligne de Paris-Nord à Lille, desservie par des TGV inOui et des trains régionaux du réseau TER Hauts-de-France.

## Toponymie
Le nom de la localité est attesté sous les formes Bairiacum (1024), Borich (1154-1159), Borice et Bayri (XIIe siècle), Bairi (1208), Bouric et Bourich (1233), Bourise (1285), Boiry-Boquerel (1720), Boiry Becquerelle (1793) et Boiry-Becquerelles et Boiry-Becquerelle depuis 1801.

C'est un toponyme avec le sens de petit ruisseau, canal (germanique baki > bec), et par extension « moulin à eau ».
Selon Maurits Gysseling, le nom de Boiry proviendrait d'un nom d'homme roman, Barius (Bariacum).
Becquerelle est une section de la commune attesté sous les formes Becherel en 1154-1159, Becherel et Biékeriel en 1202, Becquerel en 1238, Bekerel en 1242,  Béquerel en 1259, Bequerellum en 1282, Bickerel au XIIIe siècle, Becquererel en 1429.

Féminin de l'oïl *becherel « bavard », comme surnom d'un moulin.

## Histoire
L'histoire de la commune est consultable dans le Dictionnaire historique et archéologique du Pas-de-Calais paru en 1873 
.
Durant la Première Guerre mondiale, le village est complètement détruit, en 1917, par les Allemands. Il est décoré de la croix de guerre 1914-1918 par décret du 23 septembre 1920, distinction également attribuée à 276 autres communes du Pas-de-Calais.

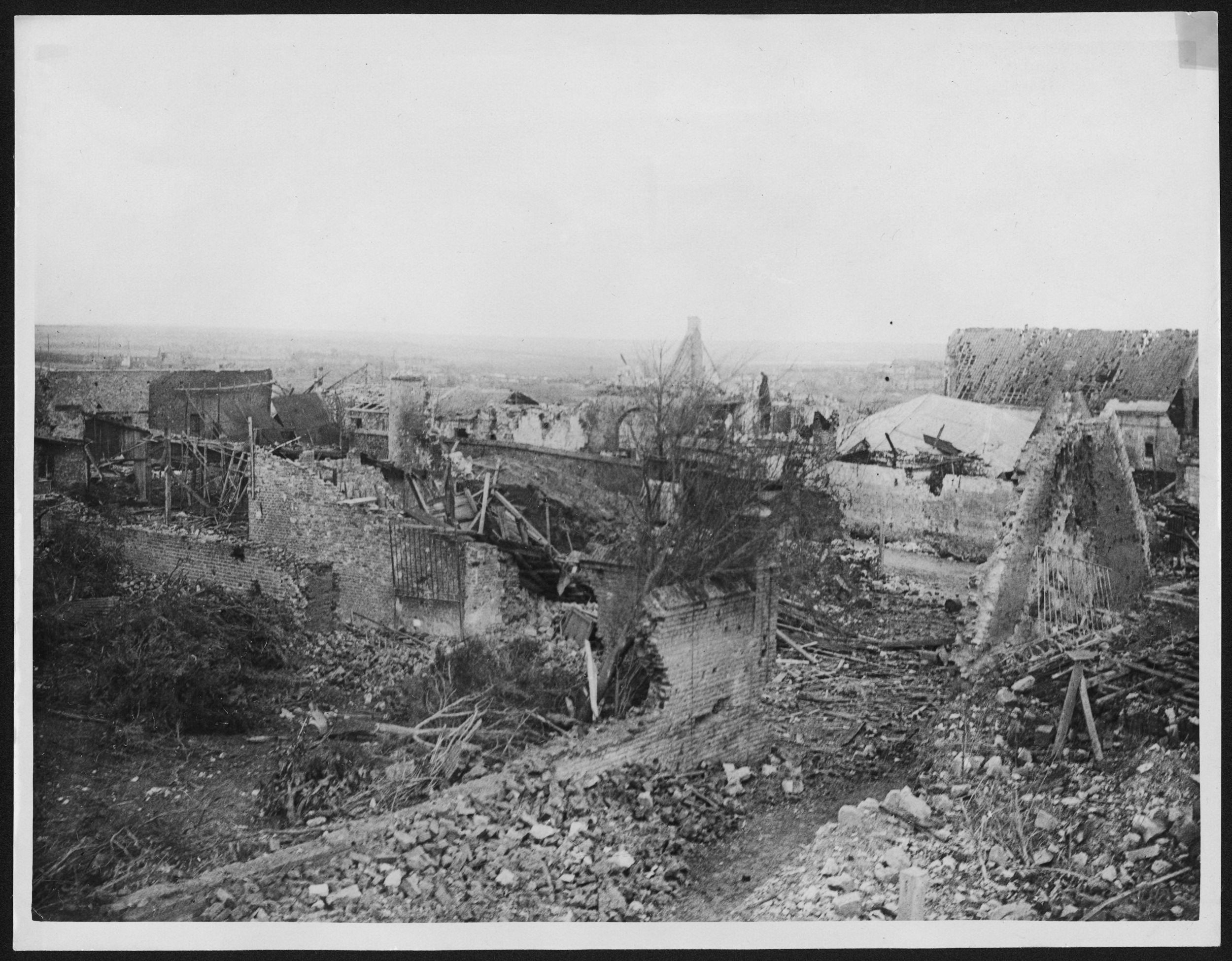
Une vue de Boiry-Becquerelle, en 1917, complètement détruit.

## Politique et administration

### Découpage territorial
La commune se trouve dans l'arrondissement d'Arras du département du Pas-de-Calais.

#### Commune et intercommunalités
La commune est membre de la communauté urbaine d'Arras qui regroupe 46 communes et totalise 109 776 habitants en 2021.

#### Circonscriptions administratives
La commune est rattachée au canton d'Arras-3.

#### Circonscriptions électorales
Pour l'élection des députés, la commune fait partie de la première circonscription du Pas-de-Calais.

### Élections municipales et communautaires

#### Liste des maires
| Période                                  | Période                      | Identité        | Étiquette | Qualité                                                                      |
| ---------------------------------------- | ---------------------------- | --------------- | --------- | ---------------------------------------------------------------------------- |
| Les données manquantes sont à compléter. |                              |                 |           |                                                                              |
| mars 2001                                | 2008                         | François Allart |           |                                                                              |
| mars 2008                                | En cours (au 1 février 2022) | Michel Dollet   |           | Ancien cadre Réélu pour le mandat 2014-2020, Réélu pour le mandat 2020-2026, |

## Équipements et services publics

### Justice, sécurité, secours et défense
La commune dépend du tribunal judiciaire d'Arras, du conseil de prud'hommes d'Arras, de la cour d'appel de Douai, du tribunal de commerce d'Arras, du tribunal administratif de Lille, de la cour administrative d'appel de Douai et du tribunal pour enfants d'Arras.

## Population et société

### Démographie
Les habitants de la commune sont appelés les Boirysiens.

#### Évolution démographique
L'évolution du nombre d'habitants est connue à travers les recensements de la population effectués dans la commune depuis 1793. Pour les communes de moins de 10 000 habitants, une enquête de recensement portant sur toute la population est réalisée tous les cinq ans, les populations de référence des années intermédiaires étant quant à elles estimées par interpolation ou extrapolation. Pour la commune, le premier recensement exhaustif entrant dans le cadre du nouveau dispositif a été réalisé en 2008.

En 2022, la commune comptait 473 habitants, en évolution de +9,24 % par rapport à 2016 (Pas-de-Calais : −0,72 %, France hors Mayotte : +2,11 %).
| 1793 | 1800 | 1806 | 1821 | 1831 | 1836 | 1841 | 1846 | 1851 |
| ---- | ---- | ---- | ---- | ---- | ---- | ---- | ---- | ---- |
| 223  | 214  | 213  | 290  | 323  | 337  | 339  | 360  | 355  |

| 1856 | 1861 | 1866 | 1872 | 1876 | 1881 | 1886 | 1891 | 1896 |
| ---- | ---- | ---- | ---- | ---- | ---- | ---- | ---- | ---- |
| 365  | 365  | 350  | 345  | 328  | 351  | 333  | 330  | 303  |

| 1901 | 1906 | 1911 | 1921 | 1926 | 1931 | 1936 | 1946 | 1954 |
| ---- | ---- | ---- | ---- | ---- | ---- | ---- | ---- | ---- |
| 280  | 261  | 238  | 163  | 207  | 208  | 235  | 236  | 228  |

| 1962 | 1968 | 1975 | 1982 | 1990 | 1999 | 2006 | 2008 | 2013 |
| ---- | ---- | ---- | ---- | ---- | ---- | ---- | ---- | ---- |
| 207  | 198  | 213  | 288  | 381  | 419  | 410  | 408  | 411  |

| 2018 | 2022 | - | - | - | - | - | - | - |
| ---- | ---- | - | - | - | - | - | - | - |
| 460  | 473  | - | - | - | - | - | - | - |

#### Pyramide des âges
En 2018, le taux de personnes d'un âge inférieur à 30 ans s'élève à 35,8 %, soit en dessous de la moyenne départementale (36,7 %). De même, le taux de personnes d'âge supérieur à 60 ans est de 23,2 % la même année, alors qu'il est de 24,9 % au niveau départemental.
En 2018, la commune comptait 228 hommes pour 232 femmes, soit un taux de 50,43 % de femmes, légèrement inférieur au taux départemental (51,5 %).
Les pyramides des âges de la commune et du département s'établissent comme suit.
| Hommes | Classe d’âge | Femmes |
| ------ | ------------ | ------ |
| 0,9    | 90 ou +      | 0,9    |
| 4,4    | 75-89 ans    | 4,3    |
| 18,0   | 60-74 ans    | 18,1   |
| 19,3   | 45-59 ans    | 19,8   |
| 20,6   | 30-44 ans    | 22,0   |
| 15,8   | 15-29 ans    | 17,2   |
| 21,1   | 0-14 ans     | 17,7   |

| Hommes | Classe d’âge | Femmes |
| ------ | ------------ | ------ |
| 0,5    | 90 ou +      | 1,6    |
| 5,6    | 75-89 ans    | 8,9    |
| 16,7   | 60-74 ans    | 18,1   |
| 20,2   | 45-59 ans    | 19,2   |
| 18,9   | 30-44 ans    | 18,1   |
| 18,2   | 15-29 ans    | 16,2   |
| 19,9   | 0-14 ans     | 17,9   |

## Culture locale et patrimoine

### Lieux et monuments
- L'église Saints-Gervais-et-Protais.
- Le monument aux morts[39].

L'église.
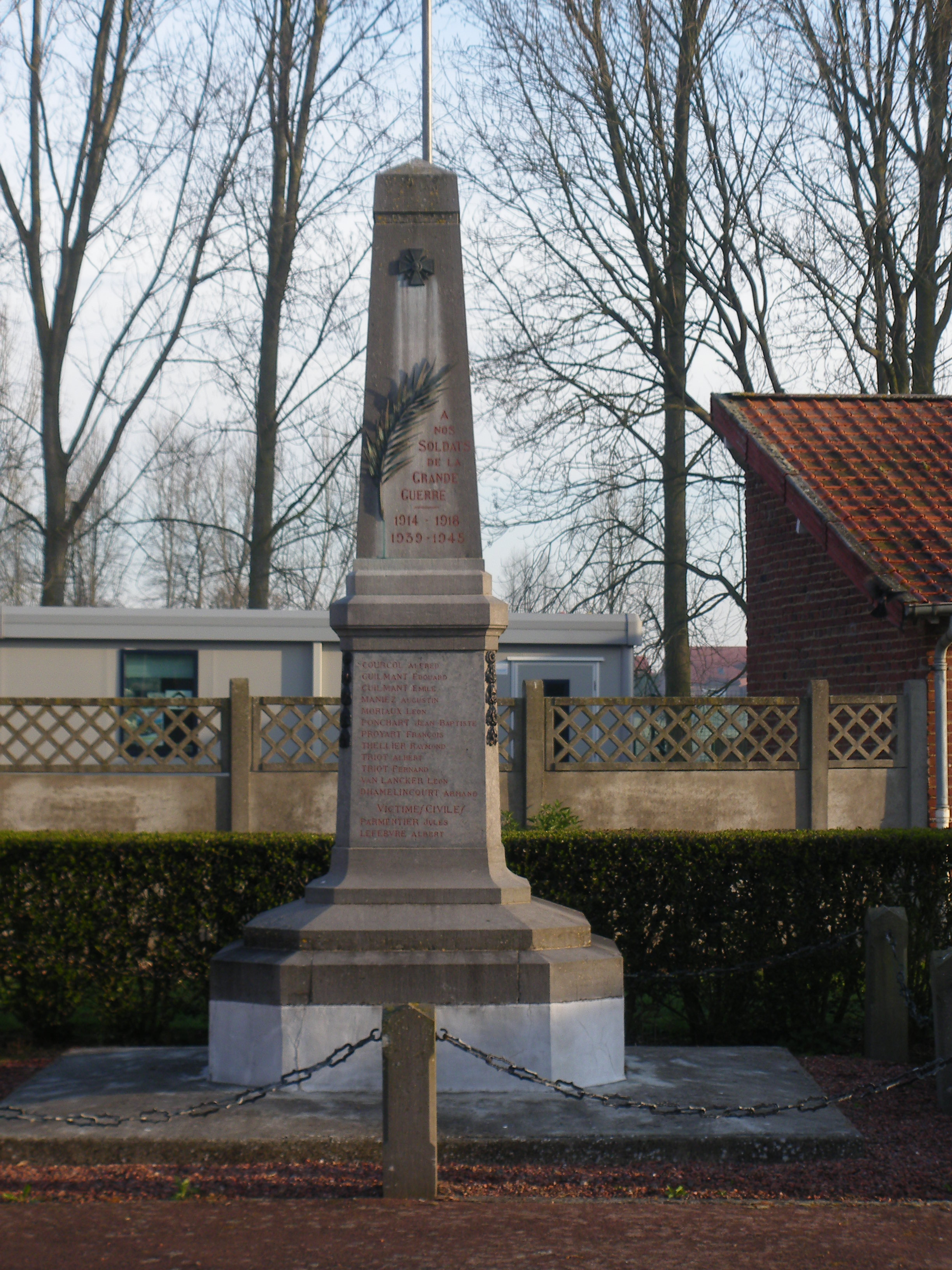
Le monument aux morts.

### Héraldique
| Blason de Boiry-Becquerelle | Blason  | De sinople au sautoir réduit denché d'argent et rompu en cœur. Ornements extérieursCroix de guerre 1914-1918 |
| Blason de Boiry-Becquerelle | Détails | Le statut officiel du blason reste à déterminer.                                                             |

## Pour approfondir